# Mickaël Deldycke
Mickaël Deldycke (26 de agosto de 1980) es un deportista francés que compitió en ciclismo de montaña. Ganó cuatro medallas en el Campeonato Mundial de Ciclismo de Montaña entre los años 2000 y 2008, y tres medallas en el Campeonato Europeo de Ciclismo de Montaña entre los años 1999 y 2003.

## Palmarés internacional
| Campeonato Mundial | Campeonato Mundial     | Campeonato Mundial | Campeonato Mundial    |
| Año                | Lugar                  | Medalla            | Competición           |
| ------------------ | ---------------------- | ------------------ | --------------------- |
| 2000               | Sierra Nevada (España) | Medalla de bronce  | Dual                  |
| 2004               | Les Gets (Francia)     | Medalla de plata   | Campo a través para 4 |
| 2005               | Livigno (Italia)       | Medalla de bronce  | Campo a través para 4 |
| 2008               | Val di Sole (Italia)   | Medalla de bronce  | Campo a través para 4 |
| Campeonato Europeo |                        |                    |                       |
| Año                | Lugar                  | Medalla            | Competición           |
| 1999               | La Molina (España)     | Medalla de oro     | Dual                  |
| 2000               | Vars (Francia)         | Medalla de oro     | Dual                  |
| 2003               | Graz (Austria)         | Medalla de bronce  | Descenso              |